# Pholioxenus trichoides
Pholioxenus trichoides är en skalbaggsart som beskrevs av Kapler 1993. Pholioxenus trichoides ingår i släktet Pholioxenus och familjen stumpbaggar. Inga underarter finns listade i Catalogue of Life.